# Akwarium holenderskie
Akwarium holenderskie – dekoracyjne akwarium przeznaczone głównie do hodowli roślin akwariowych. Wyróżniające się niewielką obsadą lub brakiem ryb i staranną kompozycją dobranych roślin akwariowych.

Pierwsze tego typu akwaria zostały szeroko zaprezentowane na wystawach akwarystycznych przez akwarystów holenderskich - stąd pochodzi ich zwyczajowa nazwa.

Wyposażone w wysokiej klasy sprzęt oświetleniowy spełniający wymagania świetlne roślin. Stosuje się dodatkowe nawożenie związkami mineralnymi i wzbogacanie wody w CO2, związku niezbędnego do prawidłowego wzrostu roślin. Jest to konieczne ponieważ nie ma w takim akwarium organizmów wytwarzających większe ilości dwutlenku węgla, jak i produktów przemian azotowych – takich jak np. ryby.